# Destacamento Feminino
O Destacamento Feminino foi um grupo de guerrilheiras da Frente de Libertação de Moçambique (FRELIMO), envolvidas na luta pela independência de Moçambique, fundado a 4 de março de 1967. O surgimento deste grupo foi importante para a luta armada e para a redefinição das relações entre homens e mulheres em Moçambique, tendo sido precursora da criação da Organização da Mulher Moçambicana.

## História
O Destacamento Feminino foi fundado oficialmente a 4 de Março de 1967, ainda que tenha tido início informalmente em outubro de 1966, quando o Comité Central da FRELIMO passou a admitir mulheres no seu exército. Era composto por mulheres das frentes de batalha no norte de Moçambique, com a missão de institucionalizar e formalizar a realização de treinos militares e a participação em combates. Esta admissão veio na sequência de, em 1965, um grupo de mulheres camponesas ter pedido à FRELIMO que as treinassem militarmente para que pudessem defender as populações sobre as quais eram responsáveis.
O grupo presente na fundação era composto por 25 jovens mulheres provenientes das províncias de Cabo Delgado e de Niassa, de origem camponesa. Em 1967, o grupo participou de treinos militares no Centro de Preparação Político Militar em Nachingwea, Tanzânia. Deste grupo de jovens fundadoras faziam parte Paulina Mateus N'Kunda, Filomena Likune, Filomena Nashake, Marina Pachinauapa e Mónica Chitupila.
Segundo Paulina, a participação das mulheres na luta de libertação, que já existia antes de 1966, era mantida em segredo pela Frente de Libertação de Moçambique (FRELIMO), pelo que elas tinham de apresentar nomes masculinos, e tendo continuado a fazê-lo nos primeiros tempos do Destacamento Feminino. Apesar da decisão do Comité Central da FRELIMO, em 1966, de permitir que as mulheres pudessem participar dos treinos político-militares, a sua presença na luta contra o colonialismo não era consensual entre os membros da Direcção alegando entrar em confronto com a tradição do lugar da mulher ser a cozinha. A existência deste grupo de guerrilheiras levou a FRELIMO a reflectir sobre o papel das mulheres na luta e sobre os avanços necessários para a sua plena integração enquanto combatentes.
O pelotão fundador era composto por: Filomena Nashake, como Chefe; Marina Pachinauapa, como Comissária Política e Chefe da 2ª Secção; e Paulina Mateus N'Kunda como Secretária e Chefe da 1ª Secção. As pioneiras do Destacamento Feminino tinham entre 15 e 20 anos.
Segundo Jacqueline Maia dos Santos, o surgimento do Destacamento Feminino foi importante para a luta armada, como também para a redefinição das relações entre homens e mulheres em Moçambique, tendo sido precursora da criação da Organização da Mulher Moçambicana. Esta organização, ao contrário do Destacamento Feminino, era orientada para as mulheres que não eram guerrilheiras, com a missão principal de consciencializar as mulheres para a dominação imposta pelo colonialismo português.